# 小松正英
小松 正英（こまつ まさひで、1990年4月27日 - ）は、ボイスワークス所属のフリーアナウンサー。元群馬テレビのアナウンサー。

## 来歴・人物
神奈川県川崎市出身。神奈川県立城山高等学校、桜美林大学卒業。
学生時代に打ち込んでいたスポーツはサッカーで、小学生のときに始めて以来ずっと続けていた。大学でも体育会サッカー部に所属して活動していた。
大学を卒業後、2013年に群馬テレビに入社。
群馬テレビ入社後の2016年には、番組でリポートした榛名山ヒルクライムに自らも出場すると宣言。その言葉通りに翌2017年のレースに参加し、急勾配の山道を自転車で登りきった。
2020年3月31日をもって群馬テレビを退社し、ボイスワークス所属のフリーアナウンサーとして活動している。

## 担当番組

### フリーアナウンサー時代
- MX news FLAG（TOKYO MX）
  - 2021年4月1日 - ：水〜金曜日担当
  - - ：火〜金曜日担当
- news TOKYO FLAG（TOKYO MX）
  - 2022年2月18日：サブキャスター（伊藤洋平の代理[6]）
- 全国高等学校野球選手権神奈川大会中継実況（テレビ神奈川）
- 全国高等学校野球選手権千葉大会中継実況（千葉テレビ放送）
- 日テレNEWS24（2025年3月31日 - ） - キャスター

### 群馬テレビ時代
- スポーツ中継（高校サッカー、高校野球、マラソンなど） - ベンチリポーター[3]、実況担当
- 夏の高校野球ハイライト
- ぐんま一番 - 「ぐんまちゃんニュース」キャスター[7]、ナレーター
- ニュースジャスト6[8]
- ニュースeye8 - 中継リポーター[9]、スポーツコーナー担当[10]、キャスター（2018年度〜2019年度）
- カラオケチャンネル - MC[10]
- ぐんま!トリビア図鑑[10]